# U-19-Fußball-Europameisterschaft der Frauen 2010

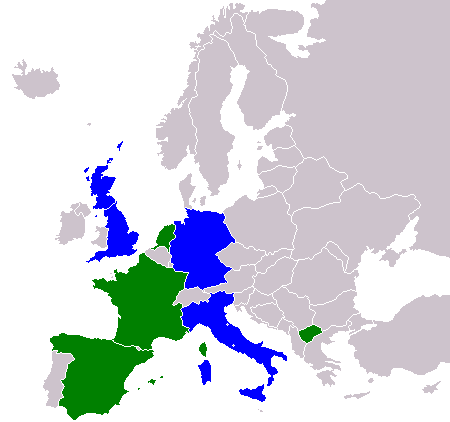
EM-Teilnehmer
Gruppe A
Gruppe B

Die Endrunde der 13. U-19-Fußball-Europameisterschaft der Frauen wurde in der Zeit vom 24. Mai bis 5. Juni 2010 in Mazedonien ausgetragen. Das osteuropäische Land war damit zum ersten Mal Gastgeber eines UEFA-Turniers. Acht Mannschaften traten zunächst in einer Gruppenphase in zwei Gruppen und danach im K.-o.-System gegeneinander an. Spielberechtigt waren Spielerinnen, die am 1. Januar 1991 oder später geboren wurden. Gespielt wurde in den Städten Skopje und Kumanovo.
Frankreich gewann zum zweiten Mal nach 2003 das Turnier durch einen 2:1-Finalsieg über Titelverteidiger England. Torschützenköniginnen des Turniers wurden die Deutsche Turid Knaak und die Niederländerin Lieke Martens mit jeweils vier Toren.

## Qualifikation
Mazedonien war als Ausrichter automatisch qualifiziert. Die übrigen 45 gemeldeten Nationalmannschaften wurden auf elf Gruppen zu je vier Mannschaften aufgeteilt. Deutschland erhielt eine Wildcard für die 1. Qualifikationsrunde. Die Gruppensieger und -zweiten erreichten automatisch die 2. Qualifikationsrunde. Dazu kamen der beste Gruppendritte. Für die Ermittlung des besten Gruppendritten wurden allerdings nur die jeweiligen Ergebnisse gegen die Gruppensieger und -zweiten herangezogen. Die erste Qualifikationsrunde wurde im Herbst 2009 ausgetragen. Die 23 übrig gebliebenen Mannschaften plus Deutschland wurden in der 2. Qualifikationsrunde auf sechs Gruppen zu je vier Mannschaften aufgeteilt. Die sechs Gruppensieger und der beste Gruppenzweite qualifizierten sich für das Finalturnier in Mazedonien. Die Turniere der 2. Qualifikationsrunde wurden im Frühjahr 2010 ausgetragen.

## Modus
Bei der Endrunde bildeten die acht Mannschaften zwei Gruppen zu je vier Mannschaften. In der Gruppenphase spielte jede Mannschaft innerhalb der Gruppe einmal gegen jede andere. Für einen Sieg gab es drei Punkte und für ein Unentschieden einen Punkt. Nach Abschluss der Vorrundenspiele qualifizierten sich die Gruppensieger und Gruppenzweiten für das Halbfinale.
Bei Punktgleichheit mehrerer Mannschaften in den Gruppenspielen wären die Positionen zunächst anhand der größeren Zahl der Punkte aus den direkten Begegnungen herangezogen worden. Wären diese gleich gewesen, würden zunächst die Tordifferenz und danach die Anzahl der erzielten Tore in den direkten Begegnungen verglichen. Sollten dann immer noch zwei oder mehrere Mannschaften gleichauf sein, würden als nächste Kriterien die Tordifferenz aus allen Spielen und dann die Anzahl der insgesamt erzielten Tore verglichen. Letztes Kriterium wäre die Fair-Play-Wertung gewesen.
Ab dem Halbfinale wurde das Turnier im K.-o.-System fortgesetzt. Spiele, die nach Ablauf der regulären Spielzeit unentschieden endeten, wurden um zweimal zehn Minuten verlängert. Wäre auch nach der Verlängerung kein Sieger gefunden worden, wäre die Entscheidung im Elfmeterschießen gefallen. Die reguläre Spielzeit bei allen Spielen betrug zweimal 45 Minuten.

## Vorrunde
Die Auslosung der Vorrunden-Gruppen fand am 16. April 2010 in Skopje statt.

### Gruppe A
| Pl. | Land        | Sp. | S | U | N | Tore    | Diff. | Punkte |
| --- | ----------- | --- | - | - | - | ------- | ----- | ------ |
| 1.  | Deutschland | 3   | 3 | 0 | 0 | 011:300 | +8    | 09     |
| 2.  | England     | 3   | 2 | 0 | 1 | 006:400 | +2    | 06     |
| 3.  | Italien     | 3   | 0 | 1 | 2 | 005:900 | −4    | 01     |
| 4.  | Schottland  | 3   | 0 | 1 | 2 | 005:110 | −6    | 01     |

|                                                        |   |             |           |
| 24. Mai 2010 um 13:00 Uhr in Skopje (Zelezarnica)      |   |             |           |
| Schottland                                             | – | England     | 1:3 (0:2) |
| 24. Mai 2010 um 13:00 Uhr in Kumanovo                  |   |             |           |
| Deutschland                                            | – | Italien     | 4:1 (3:0) |
| 27. Mai 2010 um 17:00 Uhr in Skopje (Boris Trajkovski) |   |             |           |
| Schottland                                             | – | Deutschland | 1:5 (0:1) |
| 27. Mai 2010 um 17:00 Uhr in Kumanovo                  |   |             |           |
| England                                                | – | Italien     | 2:1 (0:1) |
| 30. Mai 2010 um 17:00 Uhr in Skopje (Boris Trajkovski) |   |             |           |
| Italien                                                | – | Schottland  | 3:3 (3:1) |
| 30. Mai 2010 um 17:00 Uhr in Skopje (National Arena)   |   |             |           |
| England                                                | – | Deutschland | 1:2 (1:2) |

### Gruppe B
| Pl. | Land        | Sp. | S | U | N | Tore    | Diff. | Punkte |
| --- | ----------- | --- | - | - | - | ------- | ----- | ------ |
| 1.  | Niederlande | 3   | 3 | 0 | 0 | 011:000 | +11   | 09     |
| 2.  | Frankreich  | 3   | 2 | 0 | 1 | 007:300 | +4    | 06     |
| 3.  | Spanien     | 3   | 1 | 0 | 2 | 006:300 | +3    | 03     |
| 4.  | Mazedonien  | 3   | 0 | 0 | 3 | 001:190 | −18   | 0      |

|                                                        |   |             |           |
| 24. Mai 2010 um 13:00 Uhr in Skopje (National Arena)   |   |             |           |
| Mazedonien                                             | – | Spanien     | 0:6 (0:1) |
| 24. Mai 2010 um 13:00 Uhr in Skopje (Boris Trajkovski) |   |             |           |
| Niederlande                                            | – | Frankreich  | 2:0 (2:0) |
| 27. Mai 2010 um 17:00 Uhr in Skopje (Zelezarnica)      |   |             |           |
| Mazedonien                                             | – | Niederlande | 0:7 (0:4) |
| 27. Mai 2010 um 17:00 Uhr in Skopje (National Arena)   |   |             |           |
| Spanien                                                | – | Frankreich  | 0:1 (0:0) |
| 30. Mai 2010 um 17:00 Uhr in Kumanovo                  |   |             |           |
| Frankreich                                             | – | Mazedonien  | 6:1 (4:0) |
| 30. Mai 2010 um 17:00 Uhr in Skopje (Zelezarnica)      |   |             |           |
| Spanien                                                | – | Niederlande | 0:2 (0:2) |

## Finalrunde

### Halbfinale
|              |   |            |                                 |
| 2. Juni 2010 |   |            |                                 |
| Deutschland  | – | Frankreich | 1:1 n. V. (1:1, 1:1), 3:5 i. E. |
| Niederlande  | – | England    | 0:0 n. V., 4:5 i. E.            |

### Finale
|              |   |         |           |
| 5. Juni 2010 |   |         |           |
| Frankreich   | – | England | 2:1 (1:1) |

## Schiedsrichterinnen
- Rhona Daly
- Esther Azzopardi
- Karolina Radzik-Johan
- Petra Chudá
- Katalin Kulcsár
- Sofia Karagiorgi

## Die deutsche Mannschaft

### Kader
Bundestrainerin Maren Meinert nominierte für die Endrunde folgenden Kader:
| Nr.        | Name                  | Geburtstag         | Verein                 | Spiele | Tore | Rote Karte | Gelb-Rote Karte | Gelbe Karte |
| Tor        | Tor                   | Tor                | Tor                    | Tor    | Tor  | Tor        | Tor             | Tor         |
| ---------- | --------------------- | ------------------ | ---------------------- | ------ | ---- | ---------- | --------------- | ----------- |
| 12         | Laura Benkarth        | 14. Oktober 1992   | SC Freiburg            | 1      | 0    | 0          | 0               | 0           |
| 1          | Almuth Schult         | 9. Februar 1991    | Magdeburger FFC        | 3      | 0    | 0          | 0               | 0           |
| Abwehr     |                       |                    |                        |        |      |            |                 |             |
| 4          | Johanna Elsig         | 1. November 1992   | Bayer 04 Leverkusen    | 3      | 0    | 0          | 0               | 1           |
| 13         | Irini Ioannidou       | 11. Juni 1991      | FCR 2001 Duisburg      | 2      | 0    | 0          | 0               | 0           |
| 5          | Valeria Kleiner       | 27. März 1991      | SC Freiburg            | 4      | 1    | 0          | 0               | 0           |
| 2          | Leonie Maier          | 29. September 1992 | VfL Sindelfingen       | 3      | 0    | 0          | 0               | 0           |
| 3          | Carolin Simon         | 24. November 1992  | Hamburger SV           | 3      | 1    | 0          | 0               | 0           |
| 14         | Inka Wesely           | 10. Mai 1991       | SG Essen-Schönebeck    | 3      | 0    | 0          | 0               | 0           |
| Mittelfeld |                       |                    |                        |        |      |            |                 |             |
| 8          | Marie-Louise Bagehorn | 7. Juli 1991       | 1. FFC Turbine Potsdam | 4      | 1    | 0          | 0               | 0           |
| 16         | Annika Doppler        | 14. Januar 1992    | FC Bayern München      | 4      | 2    | 0          | 0               | 0           |
| 6          | Kathrin Hendrich      | 6. April 1992      | Bayer 04 Leverkusen    | 4      | 0    | 0          | 0               | 0           |
| 7          | Turid Knaak           | 24. Januar 1991    | FCR 2001 Duisburg      | 4      | 4    | 0          | 0               | 0           |
| 11         | Nicole Rolser         | 7. Februar 1992    | VfL Sindelfingen       | 4      | 0    | 0          | 0               | 0           |
| 15         | Laura Vetterlein      | 7. April 1992      | 1. FC Saarbrücken      | 1      | 0    | 0          | 0               | 0           |
| Angriff    |                       |                    |                        |        |      |            |                 |             |
| 17         | Eunice Beckmann       | 8. Februar 1992    | FCR 2001 Duisburg      | 3      | 0    | 0          | 0               | 0           |
| 16         | Hasret Kayikçi        | 6. November 1991   | FCR 2001 Duisburg      | 3      | 1    | 0          | 0               | 0           |
| 18         | Kyra Malinowski       | 20. Januar 1993    | SG Essen-Schönebeck    | 3      | 2    | 0          | 0               | 0           |
| 6          | Ramona Petzelberger   | 13. November 1992  | SC 07 Bad Neuenahr     | 4      | 0    | 0          | 0               | 0           |

### 1. Qualifikationsrunde
Die deutsche Mannschaft erhielt ein Freilos.

### 2. Qualifikationsrunde
Die deutsche Mannschaft traf in Subotica, Serbien auf die Mannschaften Norwegens, Polens und Serbiens.
| Pl. | Land        | Sp. | S | U | N | Tore    | Diff. | Punkte |
| --- | ----------- | --- | - | - | - | ------- | ----- | ------ |
| 1.  | Deutschland | 3   | 3 | 0 | 0 | 018:000 | +18   | 09     |
| 2.  | Norwegen    | 3   | 2 | 0 | 1 | 010:400 | +6    | 06     |
| 3.  | Polen       | 3   | 0 | 1 | 2 | 002:140 | −12   | 01     |
| 4.  | Serbien     | 3   | 0 | 1 | 2 | 001:130 | −12   | 01     |

|               |   |             |     |
| 27. März 2010 |   |             |     |
| Deutschland   | – | Polen       | 7:0 |
| Norwegen      | – | Serbien     | 4:0 |
| 29. März 2010 |   |             |     |
| Deutschland   | – | Serbien     | 8:0 |
| Polen         | – | Norwegen    | 1:6 |
| 1. April 2010 |   |             |     |
| Norwegen      | – | Deutschland | 0:3 |
| Serbien       | – | Polen       | 1:1 |